# Potok Leszczyński
Potok leszczyński (Dopływ z Leszczyn) – potok w południowej Polsce, dopływ Bierawki. Ujście znajduje się w pobliżu KWK Dębieńsko w Czerwionce.
Potok bierze swój początek w Leszczynach, w okolicy ul. Pojdy, płynie w kierunku północnego wschodu m.in. przez ulicę Polną i Nowy Dwór. W swoim dalszym biegu przepływa przez duże obszary polne.